# Леда (сателит)
Леда је девети, познати, Јупитеров сателит. По грчкој митологији Леда је била краљица Спарте и мајка, са Зевсом док је била у облику лабуда, Полуксу и Јелени Тројанској. Овај сателит је открио Чарлс Ковал 1974. године. Леда, Ананке и Синопе су међу најмањим сателитима у Сунчевом систему. Пречник овог сателита је 16 километара а удаљеност од Јупитера 11.094.000 километара.